# RockIstanbul
 (octobre 2023).
Si vous disposez d'ouvrages ou d'articles de référence ou si vous connaissez des sites web de qualité traitant du thème abordé ici, merci de compléter l'article en donnant les références utiles à sa vérifiabilité et en les liant à la section « Notes et références ».
RockIstanbul est un festival de musique rock organisé annuellement à grande échelle à Istanbul, Turquie. 

## Éditions

### 2004
Cette édition a eu lieu les 19, 20 et 21 juin 2004.
- Faithless
- Queensrÿche
- Starsailor
- Anathema[2]
- Evergrey
- Mono
- Hundred Reasons
- Teoman
- Bülent Ortaçgil
- Pentagram, also known as Mezarkabul
- Feridun Düzağaç
- Mor ve Ötesi
- Aslı
- Ogün Sanlısoy
- Düş Sokağı
- Cem Köksal
- Replikas
- Ceza
- Aylin Aslım
- İhtiyaç Molası
- Telvin
- Müslüm Gürses
- Fairuz Derin Bulut
- Gripin
- maNga
- Çilekeş

### 2005
- Kraftwerk
- Garbage
- Megadeth
- JJ72
- The Kills
- Andy Smith
- Andromeda
- Duman
- Mor ve Ötesi
- Bülent Ortaçgil
- Bulutsuzluk Özlemi
- Kurban
- Gürol Ağırbaş
- Ceza
- Rebel Moves
- Nev
- İhtiyaç Molası
- Kesmeşeker
- Çilekeş
- 110
- Direc-t
- Dorian
- Hayko Cepkin
- Bağdat Avenue
- 100 Derece
- Yüksek Sadakat
- Anima
- Zardanadam
- Tiktak
- Kara Kedi
- Deja Vu
- Suitcase